# Reinhard Uebrick
Reinhard Uebrick (w źródłach również jako Übrick, ur. 27 lutego 1844, zm. 16 lub 17 października 1917 w Toruniu) – niemiecki architekt, prezes Towarzystwa Sztuki i Rzemiosła Artystycznego, radny miejski.

## Biografia
W Toruniu zaprojektował siedzibę Towarzystwa Naukowego przy ul. Wysokiej 16, fabrykę pierników Gustava Weesego przy ul. Strumykowej 4, willę Friedbergów przy ul. Chopina 20. Zaprojektował również ratusz w Chełmży. Jego projekty przebudowy gmachu Dworu Artusa i teatru miejskiego pozostały niezrealizowane. Uebrick opracował projekt teatru w latach 1898 i 1901 roku, który sprzedał Radzie Miasta za 10 tys. marek niemieckich. Krótko po przyjęciu projektu władze Torunia zdecydowały się na zmianę projektu. Ostatecznie teatr miejski wybudowano według projektu Austriaków Ferdynanda Fellnera i Hermanna Helmera.
Ok. 1902 roku pod Dębową Górą otworzył własną cementownię. Tam wykonano elementy do budowy pierwszego betonowego stropu w Toruniu, w rozbudowanej Rzeźni Miejskiej na Jakubskim Przedmieściu w latach 1908–1911.
Mieszkał w kamienicy przy Brombergstrasse 41 (ob. ul. Bydgoskiej 35). W 1904 roku wybudował secesyjną kamienicę przy obecnej ul. Kujota 7.
W latach 1870–1902 zasiadał w Radzie Miasta Torunia. Złożył swój mandat po sprzedaży miastu projektu teatru miejskiego, nie chcąc orzekać w sprawie, w którą był zaangażowany.
W 1903 roku wydał pierwszy przewodnik turystyczny po Toruniu pt. Thorn. Illustrierter Fűhrer. Na podstawie jego pracy ukazał się polskojęzyczny Przewodnik po Toruniu, wydany nakładem Kazimierza Zabłockiego w drukarni Gazety Gdańskiej. W tym samym roku opracował plan miasta Torunia i okolic, zatytułowany Stadtplan von Thorn und Umgebung.
Był prezesem Towarzystwa Sztuki i Rzemiosła Artystycznego. Organizował spotkania z historykami sztuki. Miał stały kontakt z Hermannem Muthesiusem, niemieckim architektem reprezentującym modernizm, krytykującym architekturę secesyjną. Uebrick bezskutecznie próbował zaprosić Muthesiusa do Torunia. W latach 1891–1892 praktykantem Uebricka był architekt Leopold Bauer.
Za życia cieszył się uznaniem Niemców i Polaków. Zmarł 16 lub 17 października 1917 roku w Toruniu, prawdopodobnie w zbudowanej przez siebie kamienicy przy obecnej ul. Kujota. Po jego śmierci ulica, przy której mieściła się jego kamienica, otrzymała nazwę Uebrickstrasse. Nie zachował się grób Uebricka. Prawdopodobnie architekt został pochowany na cmentarzu św. Jerzego w Toruniu.